# Hermann Schaaffhausen

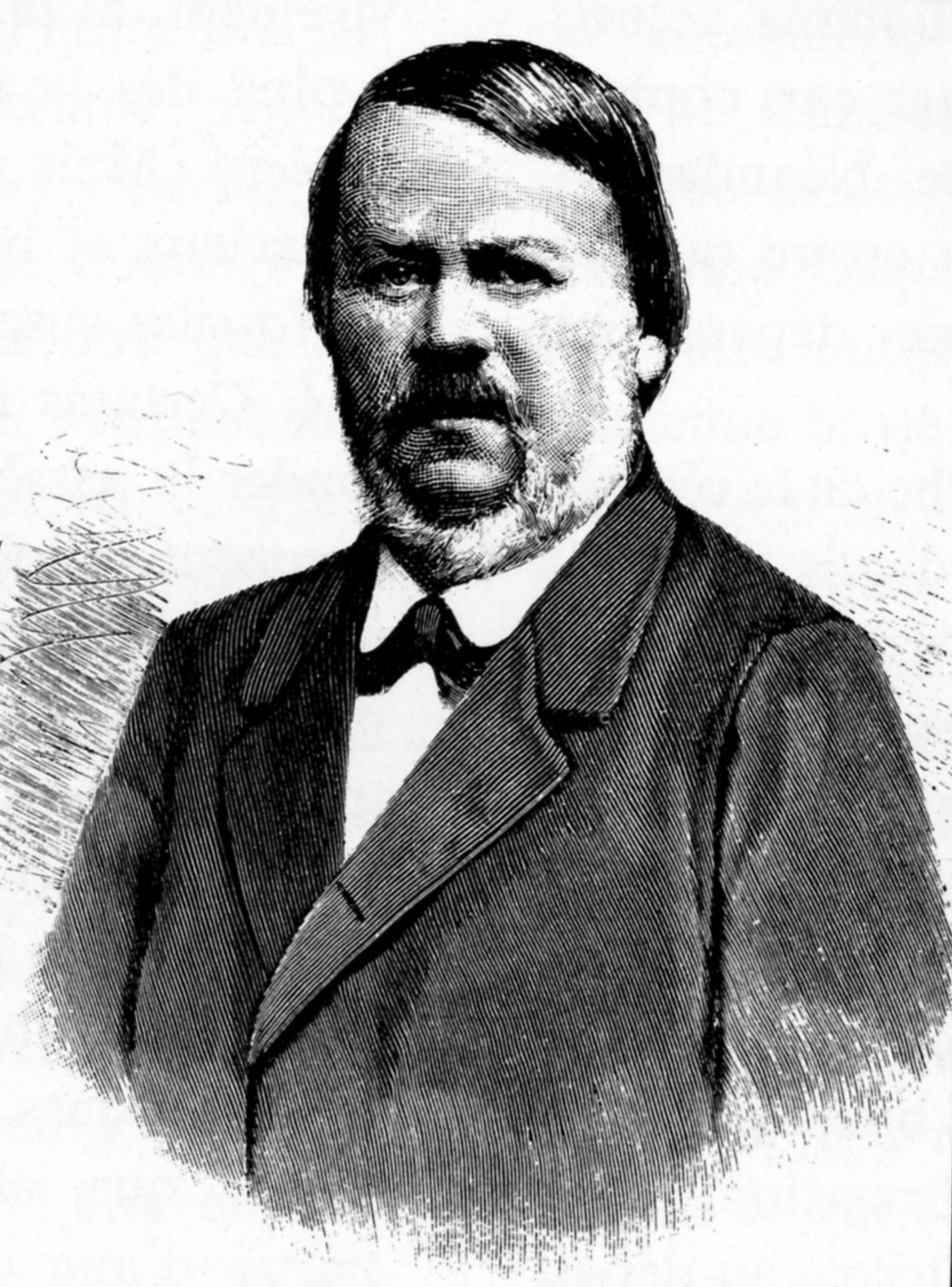
Hermann Schaaffhausen.

Hermann Schaaffhausen, född 19 juli 1816 i Koblenz, död 26 januari 1893 i Bonn, var en tysk antropolog.
Schaaffhausen var professor vid Bonns universitet, en ivrig förkämpe för Charles Darwins utvecklingslära och framstående forskare särskilt inom kraniologin.  Han medverkade också vid analysen av det första identifierade skelettet av Neandertalmänniskan. Bland hans skrifter märks Über die Urform des menschlichen Schädels (1869), Anthropologische Studien (1885) och Neanderthaler Fund (1888).